# 珀烏內什蒂鄉
46°02′N 27°07′E / 46.033°N 27.117°E
珀烏內什蒂鄉（羅馬尼亞語：Comuna Păunești, Vrancea），是羅馬尼亞的鄉份，位於該國東部，由弗朗恰縣負責管轄，面積74平方公里，海拔高度249米，2002年人口6,808，人口密度每平方公里92人。